# Tập đoàn Y khoa Hoàn Mỹ
Tập đoàn Y khoa Hoàn Mỹ là tập đoàn y khoa lớn nhất Việt Nam,,  với 21 bệnh viện và phòng khám, phục vụ hơn 5 triệu bệnh nhân một năm. Tập đoàn Y khoa Hoàn Mỹ được thành lập từ 1997, thâm niên hơn 20 năm trong lĩnh vực y khoa, hơn 2.800 giường bệnh trải dài từ Vinh đến Cà Mau và là tập đoàn y khoa tư nhân đầu tiên tại Việt Nam nhận Huân chương Lao động hạng Ba.

## Lịch sử hình thành
Năm 1997, Tập đoàn Y khoa Hoàn Mỹ bắt đầu bằng việc thành lập Phòng khám Đa khoa Lý Thường Kiệt tại số 1A Lý Thường Kiệt, Phường 7, Quận Tân Bình, Thành phố Hồ Chí Minh, là một phòng khám nằm bên trong Bệnh viện 1A trực thuộc Bộ Lao động – Thương binh và Xã hội.
Năm 1999, thành lập Bệnh viện Đa khoa Hoàn Mỹ đầu tiên tọa lạc tại số 124 Trần Quốc Thảo, Phường 7 (nay là phường Võ Thị Sáu), Quận 3, Thành phố Hồ Chí Minh.
Năm 2011, Fortis Healthcare của Ấn Độ chi ra 64 triệu USD để sở hữu 65% cổ phần Y khoa Hoàn Mỹ.
Năm 2013, Fortis bán lại số cổ phần của Hoàn Mỹ cho Richard Chandler Corp, một tập đoàn đa ngành có trụ sở tại Singapore.

## Thành viên
Tập đoàn Y khoa Hoàn Mỹ là một trong những tập đoàn y tế hàng đầu tại Việt Nam, nổi bật với thương hiệu chính là Hoàn Mỹ. Ngoài thương hiệu này, tập đoàn còn phát triển các thương hiệu khác như Prima và Thuận Mỹ, nhằm mở rộng phạm vi dịch vụ y tế và đáp ứng nhu cầu chăm sóc sức khỏe đa dạng của người dân.
| STT | Tên thành viên                                | Năm thành lập | Địa chỉ | Tỉnh, thành           | Giường bệnh | Ghi chú |
| --- | --------------------------------------------- | ------------- | --- | --------------------- | ----------- | --- |
| 1   | Bệnh viện Đa khoa Hoàn Mỹ Sài Gòn             | 1999          | 60-60A Phan Xích Long, Phường 1, Quận Phú Nhuận                                                            | Thành phố Hồ Chí Minh | 261         | Bệnh viện tuyến thành phố (tương đương tuyến tỉnh) Huân chương Lao động hạng Ba (xem Thành tích Tập đoàn Y khoa Hoàn Mỹ) |
| 2   | Bệnh viện Đa khoa Hoàn Mỹ Đà Nẵng             | 2002          | 291 Nguyễn Văn Linh, Phường Thạc Gián, Quận Thanh Khê                                                      | Đà Nẵng               | 366         | Huân chương Lao động hạng Ba (xem Thành tích Tập đoàn Y khoa Hoàn Mỹ) |
| 3   | Phòng khám Thuận Mỹ Sài Gòn                   | 2002          | 4A Hoàng Việt, Phường 4, Quận Tân Bình                                                                     | Thành phố Hồ Chí Minh |             | Phòng khám tương đương tuyến huyện. Tiền thân là Cơ sở 2 của Bệnh viện Đa khoa Hoàn Mỹ Sài Gòn và Phòng khám Hoàn Mỹ Sài Gòn cho tới khi ra mắt thương hiệu Thuận Mỹ năm 2024.                                                           |
| 4   | Bệnh viện Đa khoa Hoàn Mỹ Cửu Long            | 2007          | 20 Đường Võ Nguyên Giáp, Phường Phú Thứ, Quận Cái Răng                                                     | Cần Thơ               | 350         | |
| 5   | Bệnh viện Đa khoa Hoàn Mỹ Đà Lạt              | 2008          | Đồi Long Thọ, Đường Mimoza, Phường 10, Thành phố Đà Lạt                                                    | Lâm Đồng              | 200         | |
| 6   | Bệnh viện Đa khoa Hoàn Mỹ Minh Hải            | 2010          | Số 9 Lạc Long Quân, Phường 7, Thành phố Cà Mau                                                             | Cà Mau                | 100         | |
| 7   | Bệnh viện Quốc tế Hạnh Phúc                   | 2011          | 18 Đại lộ Bình Dương, Phường Vĩnh Phú, Thành phố Thuận An                                                  | Bình Dương            | 260         | Huân chương Lao động hạng Ba (xem Thành tích Tập đoàn Y khoa Hoàn Mỹ) |
| 8   | Bệnh viện Thuận Mỹ ITO Đồng Nai               | 2012          | F99 Võ Thị Sáu, Phường Thống Nhất, Thành phố Biên Hòa                                                      | Đồng Nai              | 148         | Tiền thân là Bệnh viện Chấn thương Chỉnh hình (ITO) Sài Gòn - Đồng Nai và sau đó là Bệnh viện Hoàn Mỹ ITO Đồng Nai cho tới khi ra mắt thương hiệu Thuận Mỹ năm 2024.                                                                     |
| 9   | Trung tâm Chăm sóc Sức khỏe Quốc tế Hạnh Phúc | 2013          | 97 Nguyễn Thị Minh Khai, Phường Bến Thành, Quận 1                                                          | Thành phố Hồ Chí Minh |             | |
| 10  | Bệnh viện Quốc tế Hoàn Mỹ Đồng Nai            | -             | 1048A Phạm Văn Thuận, Khu phố 2, Phường Tân Mai, Thành phố Biên Hòa                                        | Đồng Nai              | 332         | |
| 11  | Trung tâm Y khoa Hoàn Mỹ Gò Vấp               | 2015          | 501 - 503 Nguyễn Oanh, Phường 17, Quận Gò Vấp                                                              | Thành phố Hồ Chí Minh |             | Tiền thân là Phòng khám Đa khoa Hoàn Mỹ Hữu Nghị |
| 12  | Bệnh viện Quốc tế Hoàn Mỹ Vinh                | -             | Số 99 Phạm Đình Toái, xã Nghi Phú, Thành phố Vinh                                                          | Nghệ An               | 220         | |
| 13  | Bệnh viện Mắt Prima Saigon                    | 2016          | 27 Kỳ Đồng, Phường 9, Quận 3                                                                               | Thành phố Hồ Chí Minh | 10          | Thành viên Việt Nam đầu tiên của Hiệp hội bệnh viện Mắt Thế Giới.Tiền thân là Bệnh viện Mắt Quốc tế Hoàn Mỹ và Trung tâm Y khoa Prima Saigon từ năm 2016 cho tới khi ra mắt thương hiệu Prima năm 2023 là Trung tâm Y khoa Prima Saigon. |
| 14  | Bệnh viện Đa khoa Hoàn Mỹ Bình Duơng          | 2011          | 45 Hồ Văn Cống, Khu phố 4, Phường Tương Bình Hiệp, Thành phố Thủ Dầu Một                                   | Bình Dương            | 500         | Tiền thân là Bệnh viện Đa khoa Hoàn Mỹ Vạn Phúc 1 |
| 15  | Bệnh viện Đa khoa Hoàn Mỹ Vạn Phúc            | 2013          | 28/1 Khu phố Bình Phước B, Phường Bình Chuẩn, Thành phố Thuận An                                           | Bình Dương            |             | Tiền thân là Bệnh viện Đa khoa Hoàn Mỹ Vạn Phúc 2 |
| 16  | Phòng khám Hoàn Mỹ Bình Duơng                 | 2011          | B19 Lô H11 & H12, Đường Trần Quốc Toản, Phường Hòa Phú, Thành phố Thủ Dầu Một                              | Bình Dương            |             | Tiền thân là Phòng khám Hoàn Mỹ Vạn Phúc 2 |
| 17  | Bệnh viện Thuận Mỹ Thủ Dầu Một                | 2000          | 151 Huỳnh Văn Cù, Chánh Mỹ, Thành phố Thủ Dầu Một                                                          | Bình Dương            | 150         | Bệnh viện tương đương tuyến huyện. Tiền thân là Bệnh viện Đa khoa Tư nhân Bình Dương cho tới khi ra mắt thương hiệu Thuận Mỹ năm 2024.                                                                                                   |
| 18  | Bệnh viện Đa khoa Hoàn Mỹ Bình Phước          | 2011          | Ấp 3, Xã Tiến Hưng, Thành phố Đồng Xoài                                                                    | Bình Phước            | 160         | |
| 19  | Phòng khám Bác sĩ Gia đình Hoàn Mỹ Celadon    | 2018          | Tầng trệt (cổng N2) - Celadon Resort & Sport Club, 70 Đường N1 - Celadon City, Phường Sơn Kỳ, Quận Tân Phú | Thành phố Hồ Chí Minh |             | |
| 20  | Phòng khám Bác sĩ Gia đình Hoàn Mỹ Skyline    | 2019          | 89 Hoàng Quốc Việt, Phường Phú Thuận, Quận 7                                                               | Thành phố Hồ Chí Minh |             | |
| 21  | Phòng khám Quốc tế Hạnh Phúc                  | 2019          | Lầu 5 - Estella Place, 88 Song Hành, Phường An Phú, Thành phố Thủ Đức                                      | Thành phố Hồ Chí Minh |             | |
| 22  | Bệnh viện Quốc tế Hoàn Mỹ Thủ Đức             | 2020          | 241 Quốc lộ 1K, Phường Linh Xuân, Thành phố Thủ Đức                                                        | Thành phố Hồ Chí Minh | 500         | Bệnh viện tương đương tuyến huyện |
| 23  | Trung tâm Y khoa Hoàn Mỹ Gold                 | 2022          | 245 Phan Xích Long, Phường 2, Phú Nhuận                                                                    | Thành phố Hồ Chí Minh |             | Tiền thân là Phòng khám Quốc tế Hoàn Mỹ Sài Gòn và Trung tâm Y khoa Prima Phan Xích Long |
| 24  | Trung tâm Y khoa Hoàn Mỹ Tân Phú              | 2024          | Tầng trệt và Tầng 1 Tòa nhà Pandora City, 1/1 Trường Chinh, Tây Thạnh, Tân Phú                             | Thành phố Hồ Chí Minh |             | |

## Thành tích

### Tập đoàn Y khoa Hoàn Mỹ
- Huân chương Lao động hạng Ba (2017)[5][6][29]
- Giải Vàng – Hạng mục bệnh viện địa phương có cải tiến tốt nhất tại Hội nghị Quản lý bệnh viện châu Á (HMA – Hospital Management of Asia) (2012)[6]
- Bệnh viện của năm do tổ chức Frost & Sullivan bình chọn (2016, 2017)[6]

### Thành viên
- Bệnh viện Hoàn Mỹ Đà Nẵng đón nhận Huân chương Lao động hạng Ba năm 2012[30][31]
- Bệnh viện Quốc tế Hạnh Phúc đón nhận Huân chương Lao động hạng Ba năm 2018[32][33]
- Bệnh viện Hoàn Mỹ Sài Gòn đón nhận Huân chương Lao động hạng Ba năm 2019[34]

### Cá nhân
- Thạc sĩ Bác Sĩ Dilshaad Ali, tổng giám đốc tập đoàn Y Khoa Hoàn Mỹ, nhận giải thưởng "Nhà lãnh đạo doanh nghiệp của năm" tại Asian Management Excellence Awards 2024[35]
- TS Trần Quốc Bảo [36] , giám đốc điều hành Trung Tâm Y Khoa Prima Saigon, trở thành người Việt đầu tiên được bổ nhiệm vào Ban cố vấn Tạp chí y khoa uy tín châu Á -  Asian Hospital & Healthcare Management (AHHM) [37] (2024)